# Velefique (kommunhuvudort)
Velefique är en kommunhuvudort i Spanien.   Den ligger i provinsen Provincia de Almería och regionen Andalusien, i den södra delen av landet, 400 km söder om huvudstaden Madrid. Velefique ligger 916 meter över havet och antalet invånare är 246.
Terrängen runt Velefique är huvudsakligen kuperad, men västerut är den bergig. Runt Velefique är det glesbefolkat, med 9 invånare per kvadratkilometer. Närmaste större samhälle är La Mojonera, 11,4 km norr om Velefique. Omgivningarna runt Velefique är i huvudsak ett öppet busklandskap.